# Matzingen
Matzingen es una comuna suiza del cantón de Turgovia, ubicada en el distrito de Frauenfeld. Limita al norte con la comuna de Frauenfeld, al noreste con Thundorf, al este con Stettfurt, al sureste con Wängi, y al suroeste y oeste con Aadorf.

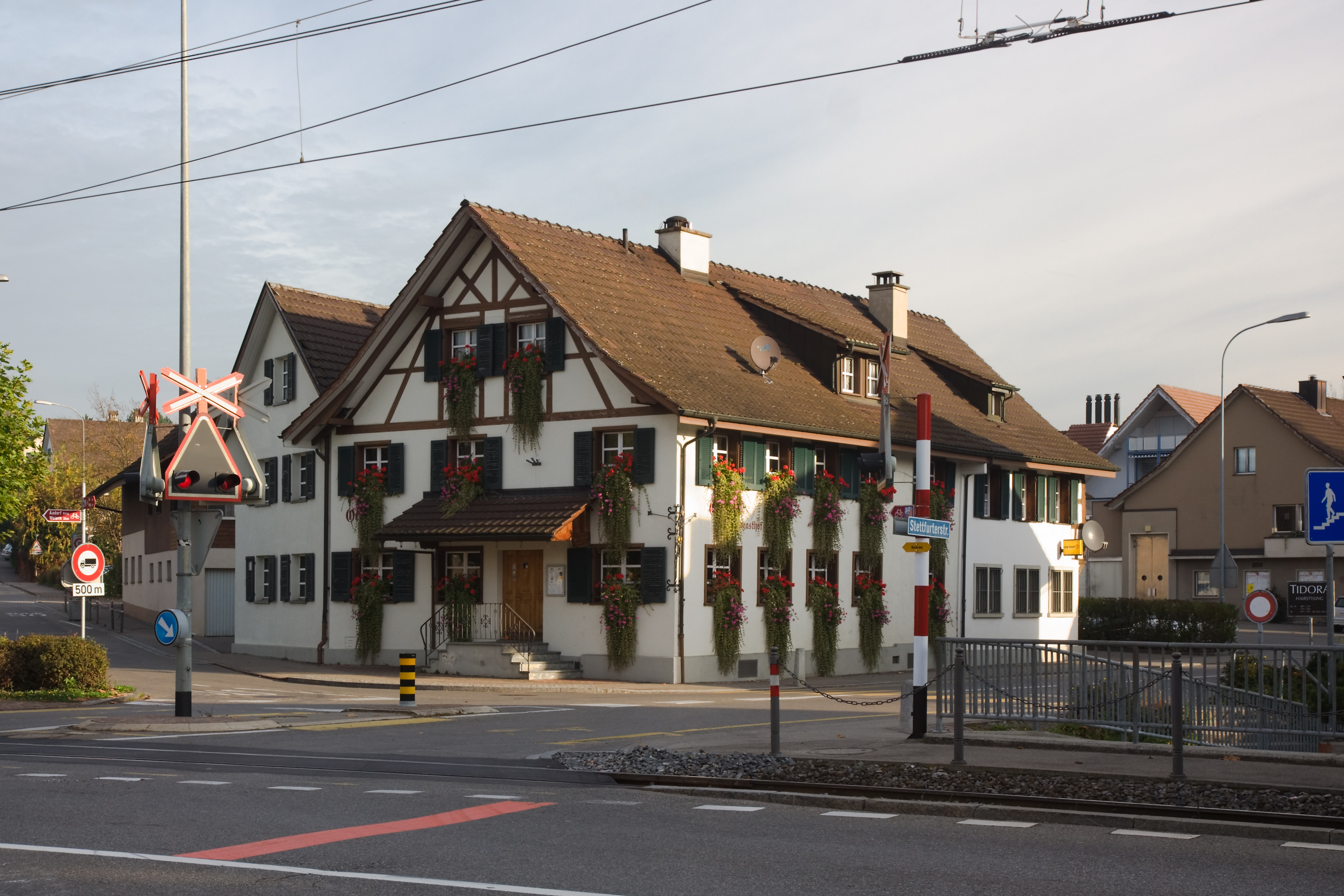
Matzingen.